# أبرنتس
أبْرَنتس أو أبرنطس أو أبرنطيش  (نقحرة: أبرانتس) (بالبرتغالية: Abrantes‏) هي بلدية تقع في البرتغال في محافظة شنترين. يقدر عدد سكانها بـ 39,325 نسمة .

## المدن التوأمة
مدينة Parthenay هي مدينة توأمة لأبرنتس

## أعلام
- لويس دوق بيجا
- جورجي
- أنطونيو مارتينز